# Two Crooks (rapduo)
Two Crooks is een Nederlands hiphopduo sinds circa 2015.
Sinds 2015 hadden zij verschillende hits die de Single Top 100 bereikten, waaronder hun grootste hit Now she see me met Sevn Alias en Jairzinho. De bijgaande videoclips zijn miljoenen malen bekeken op YouTube: Meisjes blijven meisjes 14, Op en neer 7 en Now she see mee 3 miljoen maal.
Het duo bestaat uit de ontwerper Brian Nickson en festivaldirecteur Ravuth Ty (van onder andere het R&B- en hiphopfestival Vestival op het Malieveld in Den Haag en Nope is Nope in Rotterdam). Daarnaast zijn beide rappers actief als dj, waaronder tijdens Vestival. De organisatie werd kritisch ontvangen op de sociale media. Voor het evenement maken ze jaarlijks een Vestival-anthem met andere artiesten. In 2015 was dat Meisjes blijven meisjes en in 2016 Now she see me.. Ravuth Ty was tevens organisator van het afgelaste Vestiville in Lommel, eind juni 2019. Dit op basis van gebrek aan veiligheidsvoorzieningen, inbegrepen bodyguards voor A$AP Rocky.

## Singles
| Jaar | act                                         | nummer                  | Top 100 | weken | opmerking |
| ---- | ------------------------------------------- | ----------------------- | ------- | ----- | --------- |
| 2015 | Two Crooks & Frenna met Emms en Ronnie Flex | Meisjes blijven meisjes | 62      | 14    |           |
| 2016 | Two Crooks & F1rstman                       | Op en neer              | 68      | 8     |           |
| 2016 | Two Crooks & Jairzinho met Sevn Alias       | Now she see me          | 27      | 16    |           |